# 北大路公子
北大路公子（きたおおじ きみこ、1963年 - ）は日本のエッセイスト、小説家。

## 来歴
北海道札幌市白石区生まれ・在住。後に安芸乃島ファンの好角家として知られるが、相撲は遊びでじゃれ合う程度であっても取った経験はない。それでも教員が何かと言うと教え子に余興で相撲を取らせるなど、相撲には比較的縁のある環境で育った。小学校時代には時代的に太平洋戦争の経験者がまだ現役で教職を行っていた。
関西の大学で日本文学を専攻し、卒業後は帰郷して祖母の介護をしながら暮らす。20代後半のときに学研主宰の女流文学新人賞「フェミナ賞」を受賞。小説は単行本化されなかったが、その後札幌を拠点にフリーライターとして活動を開始。主に書評やエッセイを手がける。
2001年3月より「モヘジ」のハンドルネームでウェブ日記「なにがなにやら」を書き始める。「地方都市で両親と実家暮らしの、酒好きの独身女性」という立場からのユーモラスな筆致が評判を呼び、2005年に『枕もとに靴 ああ無情の泥酔日記』のタイトルで札幌市の出版社・寿郎社より出版される。またそれにあたって寿郎社の社長により現在のペンネームをつけられる。「公子」は当時北海道に移転してきたばかりだった北海道日本ハムファイターズに由来しており、「北大路」は本名のニュアンスを残したもの。
2006年より「サンデー毎日」でエッセイの連載を開始。同作をまとめた単行本が2012年に文庫化されて以降、エッセイストとして注目を浴びるようになる。長澤まさみや榮倉奈々が愛読者であることを公言している。小説家としても、季刊文芸誌「メタポゾン」で連載を持つ。

## 著書
- 『枕もとに靴 ああ無情の泥酔日記』（2005年9月、寿郎社、ISBN 978-4-902269-15-4)
  - 増補版（2012年6月、寿郎社、ISBN 978-4-902269-50-5)
  - 文庫版（2014年3月、新潮文庫、ISBN 978-4-10-138631-7（解説 山本文緒）)
- 『最後のおでん 続・ああ無情の泥酔日記』（2006年8月、寿郎社、ISBN 978-4-10-138631-7)
  - 最後のおでん　増補新装版 続・ああ無情の泥酔日記（2012年6月、寿郎社、ISBN 978-4-902269-51-2)
  - 文庫版（2015年1月、新潮文庫、ISBN 978-4-10-138632-4（解説 大矢博子）)
- 『生きていてもいいかしら日記』（2008年1月、毎日新聞社、ISBN 978-4-620-31855-4)
  - 文庫版（2012年5月、PHP文芸文庫、ISBN 978-4-569-67840-5（解説 恩田陸）)
- 『頭の中身が漏れ出る日々』（2010年3月、毎日新聞社、ISBN 978-4-620-31972-8)
  - 文庫版（2013年5月、PHP文芸文庫、ISBN 978-4-569-67995-2（解説 椰月美智子）)
- 『ぐうたら旅日記　恐山・知床をゆく』（2012年12月、寿郎社、ISBN 978-4-902269-57-4)
  - 文庫版（2016年7月、PHP文芸文庫、ISBN 978-4-569-76576-1)
- 『苦手図鑑』（2013年8月、角川書店、ISBN 978-4-04-110535-1)
  - 文庫版（2016年10月、角川文庫、ISBN 978-4-04-104614-2（解説 小路幸也）)
- 『石の裏にも三年　キミコのダンゴ虫的日常』（2015年6月、集英社文庫、ISBN 978-4-08-745333-1)
- 『晴れても雪でも キミコのダンゴ虫的日常』（2017年4月、集英社文庫、ISBN 978-4-08-745576-2)
- 『流されるにもホドがある キミコ流行漂流記』（2017年6月、実業之日本社文庫、ISBN 978-4408553580（解説 朝倉かすみ）)
- 『私のことはほっといてください』（2017年7月、PHP文芸文庫、ISBN 978-4-569-76733-8（解説 宮下奈都）)
- 『すべて忘れて生きていく』（2018年5月、PHP文芸文庫、ISBN 978-4-569-76837-3)
- 『ロスねこ日記』（2020年1月、小学館、ISBN 978-4-09-388753-3)
- 『いやよいやよも旅のうち』（2020年4月、集英社文庫、ISBN 978-4-08-744106-2)
- 『ハッピーライフ』（2020年9月、寿郎社、ISBN 978-4-909281-30-2)
- 『お墓、どうしてます？　キミコの巣ごもりぐるぐる日記』（2022年11月、集英社、ISBN 978-4087718171）
- 『キミコのよろよろ養生日記』（2025年1月、集英社）

## 連載
- 均された世界（連作掌編小説、季刊メタポゾン）
- 日記を書くためだけに生まれてきた（小説すばる2013年3月号～）
- 呑んで読んで（北海道新聞）
- このページは現在作成中です（ジェイ・ノベル プラス 2014年6月～）